# Cordia fissistyla
Cordia fissistyla är en strävbladig växtart som beskrevs av K. Vollesen. Cordia fissistyla ingår i släktet Cordia, och familjen strävbladiga växter. Inga underarter finns listade i Catalogue of Life.